# Хемсбинде
Хемсбинде (њем. Hemsbünde) општина је у њемачкој савезној држави Доња Саксонија. Једно је од 57 општинских средишта округа Ротенбург (Виме). Према процјени из 2010. у општини је живјело 1.256 становника. Посједује регионалну шифру (AGS) 3357024.

## Географски и демографски подаци
Хемсбинде се налази у савезној држави Доња Саксонија у округу Ротенбург (Виме). Општина се налази на надморској висини од 28 метара. Површина општине износи 22,3 km². У самом мјесту је, према процјени из 2010. године, живјело 1.256 становника. Просјечна густина становништва износи 56 становника/km².